# Železniční trať Dětenice–Dobrovice
Železniční trať Dětenice – Dobrovice město je zaniklá jednokolejná neelektrifikovaná regionální trať na rozhraní Středočeského a Královéhradeckého kraje. V jízdním řádu pro cestující byla naposledy uváděna v tabulce 6c jako větev trati Bakov nad Jizerou – Kopidlno.

## Historie
První komise ke stavbě této trati se sešla 15. 8. 1882 a již za necelý rok, 26. srpna 1883, byl slavnostně zahájen provoz (zatím jen nákladní). Až v roce 1903 byla na trati zavedena i doprava osobní.
Stanice v Dobrovici měla název Taxis-Dobrovice, později Dobrovice město. Přepravní zatížení trati vlaky pro cestující bylo minimální, jednalo o 2 páry osobních vlaků denně.
Z nádraží Dobrovice město vedla vlečka do cukrovaru, již dříve napojeného do stanice Dobrovice na trati Nymburk – Mladá Boleslav. Dlouho zamýšlená třetí větev kolejového trojúhelníka, která měla umožnit přímou jízdu z dráhy Rokytňany–Dobrovice město do stanice Dobrovice, byla postavena Železničním vojskem až po jejím zrušení.
V padesátých letech postupně ubývalo osobní dopravy, ale nákladní bylo stále dost, zvláště pro automobilku. Od roku 1970 byla zastavena osobní doprava, nákladní doprava byla po celé trati zachována ještě 4 roky. Poté celou trať koupily Uhelné sklady n.p. Semčice, které na úseku Dobrovice–Semčice provozovaly ještě dlouhá léta vlečkovou nákladní dopravu. Úsek Semčice–Žerčice využívala firma Škoda k odstavování patrových vozů. Kolej z Žerčic do Rokytňan poté již nebyla udržována, dokonce byla v místě pískovny u Ujkovic přerušena. Roku 2002 byla nákladní doprava úplně zastavena, a to jak s uhlím, tak s prázdnými patrovými vozy. A od této doby už trať jen chátrá, v roce 2003 byly koleje v úseku Semčice–Žerčice vytrhány. Kolejiště stanice Dobrovice město je využíváno cukrovarem a okolní plochy byly změněny na překladiště osobních automobilů Škoda.
V roce 2024 byl úsek od obce Úherce po Velkoledecký rybník upraven na cyklostezku.

## Navazující tratě

### Rokytňany
- Železniční trať Bakov nad Jizerou – Kopidlno